# Еррол Беннетт
Еррол Беннетт (фр. Erroll Bennett, 7 травня 1950 — 2 червня 2025) — таїтянський футболіст, який грав на позиції нападника в клубі «Сентрал Спорт» та національній збірній Таїті. У 1999 році IFFHS включила футболіста до списку кращих футболістів Океанії на 15-му місці.

## Футбольна кар'єра
Еррол Беннетт на клубному рівні грав у команді «Сентрал Спорт». У 1973 році Беннетт у складі національної збірної Таїті брав участь у першому розіграші Кубку націй ОФК — Кубку націй ОФК 1973 року. На турнірі нападник відзначився 3 забитими голами, та став у складі збірної фіналістом турніру, на якому таїтянська збірна програла у фіналі збірній Нової Зеландії з рахунком 0-2. У 1980 році Еррол Беннетт брав участь у другому розіграші Кубку націй ОФК — Кубку націй ОФК 1980 року. На цьому турнірі нападник відзначився 2 забитими голами, а збірна Таїті цього разу також вийшла до фіналу, де поступилася збірній Австралії з рахунком 2-4.
У 1977 році Еррол Беннетт став членом Церкви Ісуса Христа Святих останніх днів, після чого відмовився грати у футбол по неділях. Після переходу Беннета до мормонізму президент його клубу провів зустріч, на якій заявив, що його команда припинить ігри по неділях, і всі футбольні команди дивізіону погодилися перенести ігри на будні.
Беннетт працював на Таїті поліцейським. Його син Ная Беннетт також грав за національну збірну Таїті.